# Корниловцы
Корни́ловцы — военнослужащие воинской части русской армии в Первой мировой войне — Корниловского ударного полка, а также впоследствии — одноимённых частей белых армий Юга России, Сибири и Дальнего Востока в годы Гражданской войны, получивших именное шефство генерала от инфантерии Л. Г. Корнилова.

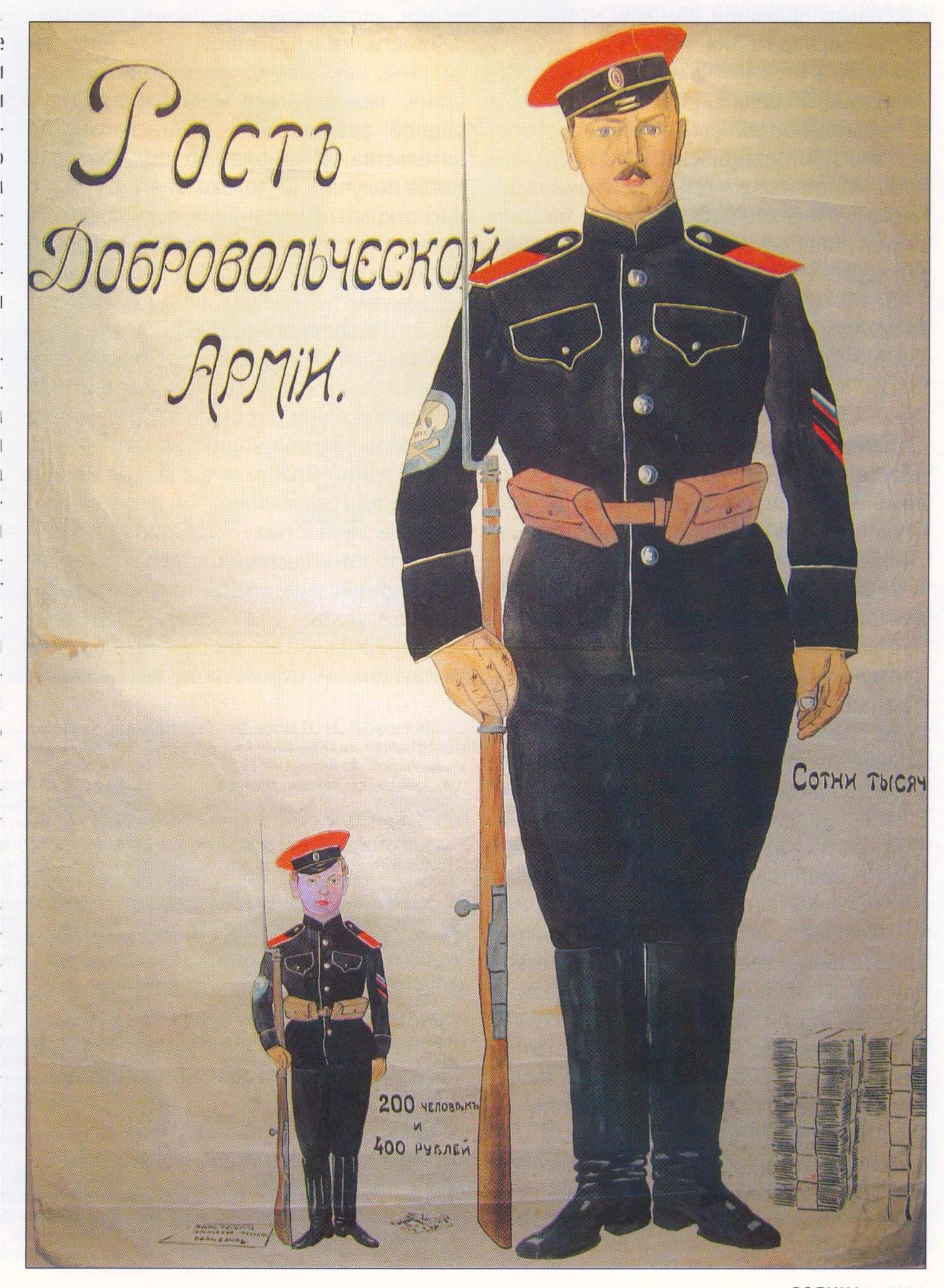
Агитплакат ОСВАГ с корниловцами

В более широком смысле — сторонники наведения «жёсткой рукой» порядка в России. Как было сказано в воззвании Корнилова в августе 1917 года — «Русский народ, в твоих руках жизнь твоей Родины!»

## Список корниловских частей

Корниловцы. Нашивки на рукавах мундиров — количество ранений

- Корниловская ударная дивизия — сформирована 14 (27) октября 1919 года.
  - Корниловская бригада — образована в составе 1-й пехотной дивизии в начале августа 1919 года из 1-го и 2-го Корниловских ударных полков, командир бригады полковник Скоблин. Развёрнута в Корниловскую дивизию после взятия Курска, когда к бригаде присоединился 3-й полк[2].
    - 1-й Корниловский ударный полк — создан в июле — августе 1917 года, позднее первый полк Добровольческой армии.
    - 2-й Корниловский ударный полк — сформирован в мае — июне 1919 года.
    - 3-й Корниловский ударный полк — сформирован в Харькове в августе 1919 года.
    - 4-й Корниловский ударный полк — сформирован в январе 1920 года из запасного батальона 1-го Корниловского полка. Командир — поручик Дашкевич. Полк участвовал в боях за Ростов-на-Дону, погиб в бою за станицу Шкуринскую, прикрывая отступление армии[3][4].
    - Корниловский ударный полк — сформирован в Галлиполи приказом Главнокомандующего от 4 (17) ноября 1920 года за № 4731 из малочисленных частей Корниловской ударной дивизии. Существовал до расформирования армии в 1924 году как кадрированная часть[5][6][7].

- Бронеавтомобиль «Корниловец» — в Добровольческой армии с июня 1918 года. В боях 2-го Кубанского похода совместно с Корниловским ударным полком. В октябре 1918 года во встречных боях у Армавира бронеавтомобиль был подбит и отправлен в ремонт. Экипаж на бронеавтомобиле «Витязь» в ноябре погиб в бою под Ставрополем. «Корниловец» был отремонтирован и с новым экипажем продолжил участвовать в боях. В составе 4-го бронеотряда[8].
- B марте 1919 года трофейный «Остин» 3-й серии № 2096 получил имя «Генерал Корнилов», сражался в автоброневых частях Вооружённых сил на Юге России. Оставлен в Новороссийске при эвакуации[9].

- Бронепоезд «Генерал Корнилов» — сформирован 27 июля 1918 года. Состав бронепоезда — две орудийные площадки из захваченных на станции Тихорецкой с 3-дм орудиями и 47-мм орудием системы Гочкис, а также пулемётная площадка. Командир — полковник Громыко. Первоначально назывался «Легкий бронепоезд № 2». Принимал участие в боях под Ставрополем совместно с Корниловским полком. Участвовал в боях по взятию и обороне Армавира от Таманской армии. Совместно с «Единой Россией» повторно штурмовал Армавир. 13 октября в бою бронепоезд был поврежден и отбыл на ремонт. 2 ноября получил почетное наименование «Генерал Корнилов». Принимал активное участие в боях за Донбасс и последующих боях Добровольческой армии. В июле получил 3 новые бронированные платформы с вращающимися орудийными башнями. В октябре 1919 года «Генерал Корнилов» участвовал в штурме Орла. С ноября прикрывал отступление добровольческих частей. 25 марта 1920 года при отступлении к Новороссийску оставлен у станции Гойтх. Последний командир — капитан Прокопович[10][11][12].

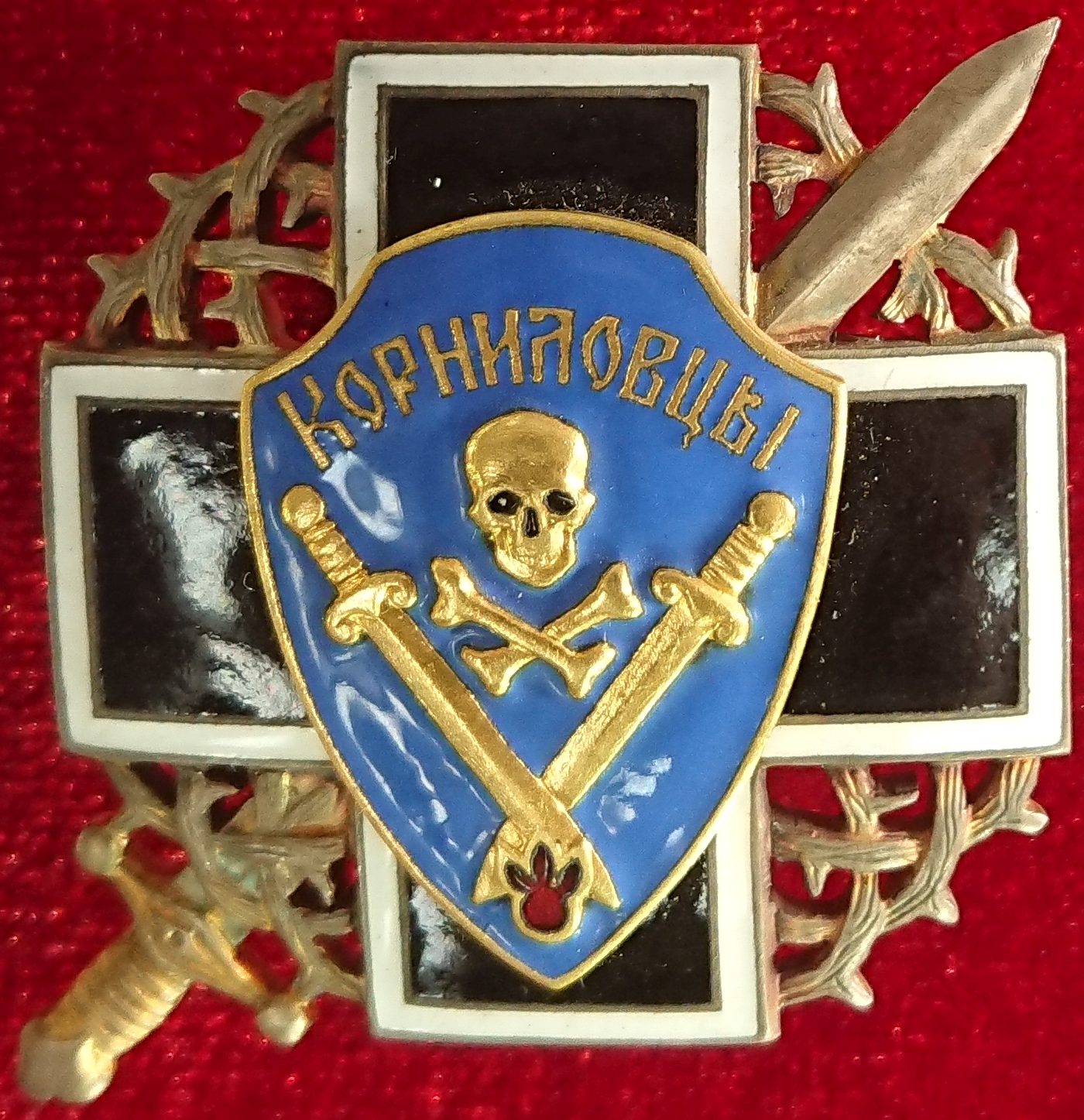
Знак Корниловского ударного полка (копия А. Чичикалова, 2008 год)

- Корниловская артиллерийская бригада — сформирована 10 ноября 1919 года в составе Корниловской дивизии. Состояла из четырёх дивизионов. В 1920 году 1-я, 5-я, 6-я и 7-я батареи за мужество в боях награждены серебряными трубами с орденскими лентами ордена Св. Николая Чудотворца. Офицеры и солдаты бригады носили чёрные погоны с красной выпушкой, на поле погона — золотые перекрещённые орудия и буква «К». Нарукавная эмблема — как у ударников, но с чёрным полем и с перекрещёнными орудиями. Командир бригады полковник Л. М. Ерогин[13].

- Крейсер Черноморского флота «Генерал Корнилов» — бывший «Очаков»

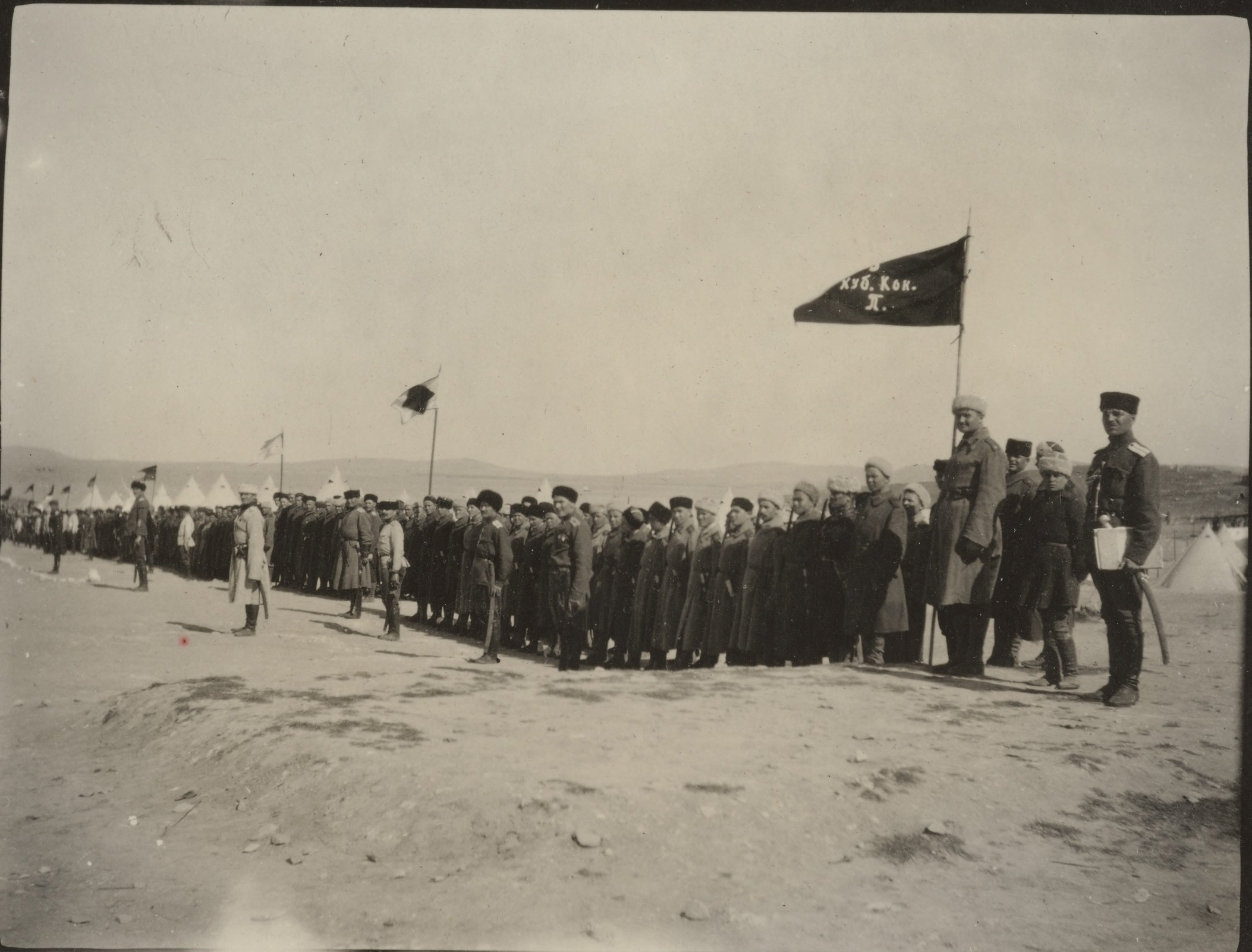
Казаки-корниловцы на Лемносе

- Корниловский конный полк Кубанского казачьего войска, а также отряды периода начала Гражданской войны, носившие имя генерала Корнилова. Например, Добровольческий отряд имени генерала Корнилова полковника Симановского, сражавшийся в начале 1918 года на направлении (Хапры) Ростов — Таганрог, и влитый 1-м батальоном в Корниловский полк в станице Ольгинской в начале Первого Кубанского похода[14].

- Военное Генерала Корнилова училище. Создано 31 января 1919 года в Екатеринодаре как военно-училищные курсы. В июле 1919 года филиал курсов открыт в Ставрополе. В строевом составе — 9 рот. Направлено на фронт и участвовало в боях за Ростов и под Батайском в декабре 1919 — январе 1920 годов[15]. Юнкера-корниловцы участвовали в контратаках в составе Добровольческого корпуса, в который была сведена понесшая потери армия. 29 января выжившие юнкера «за отличие в боях с неприятелем» досрочно были произведены в офицеры. Решением высшего совета военных начальников переименовано в Корниловское военное училище. В феврале в Екатеринодаре соединилось со своим батальоном из Ставропольских курсов. Переведено в Керчь после Новороссийской эвакуации. Рота юнкеров принимала участие в десантной операции под Геническом в марте 1920 года. В августе 1920 года училище принимало участие в десантной операции на Кубань, совершило две высадки под Анапой и на Тамани, участвовало в боях, понеся значительные потери убитыми и ранеными. При эвакуации десанта батальон училища, прикрывая основные силы, отбил несколько атак, потом перешел в контратаку и, сдержав противника, обеспечил посадку десанта на суда[16]. За свою боевую службу училище было награждено серебряными трубами с лентами ордена Святителя Николая Чудотворца, юнкерам было пожаловано право носить фуражки Корниловского ударного полка. Училище сделало первый полный выпуск 29 июня 1921 года в Галлиполи. Всего сделало 5 выпусков офицеров с чином подпоручика (считая и ускоренный под Ростовом)[17].

- Владивостокское Корниловское военное училище. Создано в октябре 1921 года на острове Русский. Первоначально училище не именовалось корниловским, но генерал Вержбицкий в память генерала Корнилова наградил училище почетным наименованием «Корниловского». Училище состояло из офицерского взвода, стрелковой роты и кавалерийского эскадрона. 1 октября 1922 года училище выступило на фронт в составе 205 юнкеров и в бою под Спасском разгромило школу курсантов 2-й Приамурской дивизии. Училище потеряло в бою 75 офицеров и юнкеров. После эвакуации в 1923 году расформировано в Гирине[18].

- 4-я Уфимская генерала Корнилова стрелковая дивизия. Сформирована в Уфе в июле 1918 года из добровольческих партизанских отрядов как Уфимская дивизия. Штаб дивизии создан 6 сентября 1918 из штаба Народной армии Уфимской губернии. Начальником дивизии назначен комендант Уфы полковник Моисеев, начальником штаба — полковник Ф. А. Пучков. В октябре 1918 года дивизия включена в состав Уфимского армейского корпуса, переименованного 1 января 1919 года во 2-й Уфимский армейский корпус[19]. Вместо кокарды солдаты носили георгиевскую ленту, на гимнастерках — малиновые погоны[20].

В состав дивизии входили 2 бригады по 2 полка в каждой, егерский батальон, артиллерийская бригада, кавалерийский дивизион и бронепоезд «Сибиряк». Приказом войскам Западной армии от 20 мая 1919 года переименована в 4-ю Уфимскую стрелковую генерала Корнилова дивизию. Одна из самых больших на Восточном фронте по численности (до 20 тысяч штыков и сабель) и наиболее боеспособных соединений армии генерала Каппеля. Участвовала в Уфимской операции. Сыграла ведущую роль в весеннем наступлении 1919 года, продвигаясь на главном направлении. При отступлении фронта в многочисленных боях, особенно под Челябинском, Красноярском и Иркутском, понесла жесточайшие потери. После Великого Сибирского похода в Забайкалье сведена в 4-й Уфимский Генерала Корнилова стрелковый полк. В ноябре 1920 года полк покинул Забайкалье и в Приморье участвовал в Хабаровском походе.
В августе 1922 года в составе Земской рати генерала М. К. Дитерихса сведен в Уфимский батальон Приволжского полка в 300 штыков и 7 сабель. В ноябре 1922 года батальон ушёл в Китай. Личный состав полка носил форму с малиновыми погонами, выпушками, петлицами и переплетённым вензелем «4УГКп» («4-й Уфимский генерала Корнилова полк»).

## Потери
С 25 июня 1917 года по 1 ноября 1920 года Корниловский ударный полк, а потом полки Корниловской дивизии, провели 570 боёв (не считая боёв, которые вели отдельные роты и батальоны) против частей австро-венгерской армии и Красной армии, потеряв более 13 тысяч человек убитыми и свыше 34 тысяч человек ранеными:
|                                   | Погибли | Ранены | Всего потерь |
| --------------------------------- | ------- | ------ | ------------ |
| Начальников дивизии               | 0       | 2      | 2            |
| Командиров полков                 | 4       | 15     | 19           |
| Командиров батальонов             | 64      | 125    | 189          |
| Командиров рот                    | 472     | 1100   | 1572         |
| Офицеров на солдатских должностях | 4781    | 11 500 | 16 281       |
| Ударников                         | 8327    | 21 500 | 29 827       |
| Военных чиновников                | 15      | 48     | 63           |
| Докторов                          | 3       | 12     | 15           |
| Сестер милосердия                 | 8       | 26     | 34           |
| ВСЕГО                             | 13 674  | 34 328 | 48 002       |

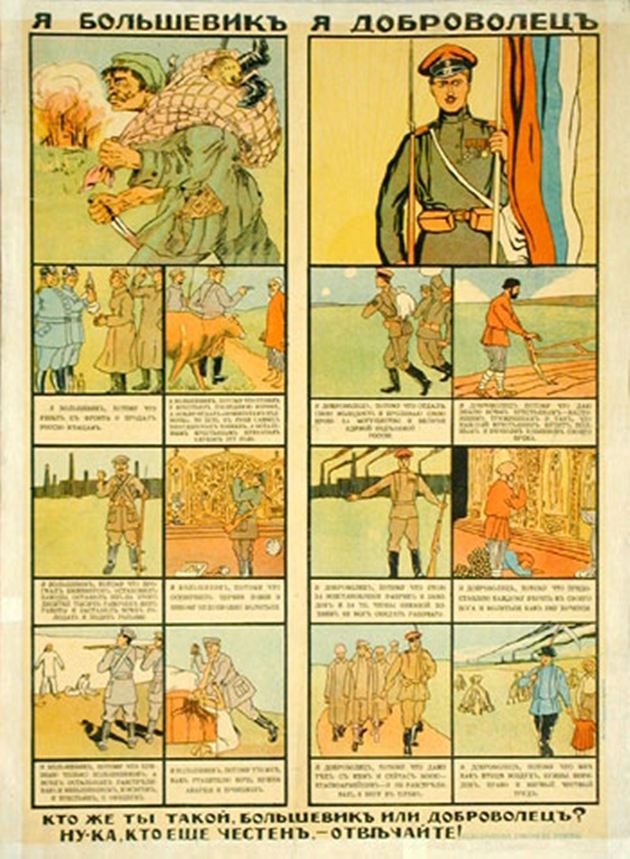
Агитационный плакат времён Гражданской войны в России

В то же время, красная пропаганда выставляла их пособниками империализма, сражающихся за интересы буржуазии. По мнению Троцкого, та легенда, которой была овеяна корниловская дивизия, была вызвана желанием находить светлые пятна на мрачном фоне.

## Отношение населения
Население по-разному встречало корниловцев. Например, по воспоминаниям участника тех событий, в освобождённый Орёл корниловцы входили торжественно, под музыку оркестра и треск барабанов. Женщины забрасывали войска цветами. Улицы были переполнены ликующим народом.

## Оценки историков
Советские историки признавали Корниловский ударный полк «лучшей частью Белой армии». В дальнейшем чины полка, даже разбросанные по разным странам, поддерживали связь между собой, старались помочь с работой, организовывали встречи, старались сохранить исторические реликвии и память полка, жили с надеждой на возвращение на Родину. На знаменитом кладбище Сент-Женевьев-де-Буа есть и Корниловский участок.

## В музыке
- Кирилл Ривель — «На локте согнутом винтовка…» (Памяти корниловцев).

## В настоящее время
С 1989 года существуют военно-исторические клубы корниловских частей, участвующие в военно-исторических парадах и праздниках, в съёмках кинофильмов о Гражданской войне, а также памятных мероприятиях, посвящённых Белой гвардии. В 1997 году в форме корниловцев клубы прошли по Красной площади на военно-историческом параде, посвящённом 850-летию Москвы. На парадах московского студенчества Московский художественно-промышленный институт неоднократно выступал в стилизованной корниловской форме.